# Valerianella amblyotis
Valerianella amblyotis är en kaprifolväxtart som beskrevs av Fisch., Amp; C. A. Mey. och Rudolph Friedrich Hohenacker. Valerianella amblyotis ingår i släktet klynnen, och familjen kaprifolväxter. Inga underarter finns listade i Catalogue of Life.